# André de Wissant
Pour les articles homonymes, voir Wissant, Pierre de Wissant et École de Wissant.
André de Wissant, de son vrai nom André Léon Georges Lemoine, né le 23 décembre 1895 à Paris (Seine) et mort le 31 janvier 1982 au Chesnay (Yvelines), est un écrivain, romancier, poète et auteur dramatique français, qui a collaboré à La Petite Gironde et à Sud Ouest comme critique littéraire.